# Adinandra javanica
Adinandra javanica är en tvåhjärtbladig växtart som beskrevs av Jacques Denys Denis Choisy. Adinandra javanica ingår i släktet Adinandra och familjen Pentaphylacaceae. Inga underarter finns listade i Catalogue of Life.